# Höpen (Seevetal)
Das Landschaftsschutzgebiet Höpen liegt in der niedersächsischen Gemeinde Seevetal zwischen den Ortsteilen Meckelfeld, Glüsingen, Fleestedt und dem Hamburger Stadtteil Sinstorf. Es ist größtenteils bewaldet, die höchste Erhebung ist der Räuberberg mit 46 m Höhe. Es ist von vielen Wander- und Spazierwegen durchzogen.
Gültige Rechtsgrundlage ist die Verordnung des Landkreises Harburg über das Landschaftsschutzgebiet „Höpen“ in der Gemeinde Seevetal, Gemarkungen Fleestedt, Glüsingen und Meckelfeld vom 11. Oktober 1989, zuletzt geändert durch Verordnung vom 11. Oktober 1989 (Amtsblatt des Landkreises Harburg Nr. 49 vom 14. Dezember 2000, S. 929 ff.), die die ursprüngliche Verordnung von 1965 ablöst.